# Guillestre
Guillestre är en kommun i departementet Hautes-Alpes i regionen Provence-Alpes-Côte d'Azur i sydöstra Frankrike. Kommunen ligger  i kantonen Guillestre som ligger i arrondissementet Briançon. År 2022 hade Guillestre 2 286 invånare.

## Befolkningsutveckling
Antalet invånare i kommunen Guillestre
Referens:INSEE

## Galleri

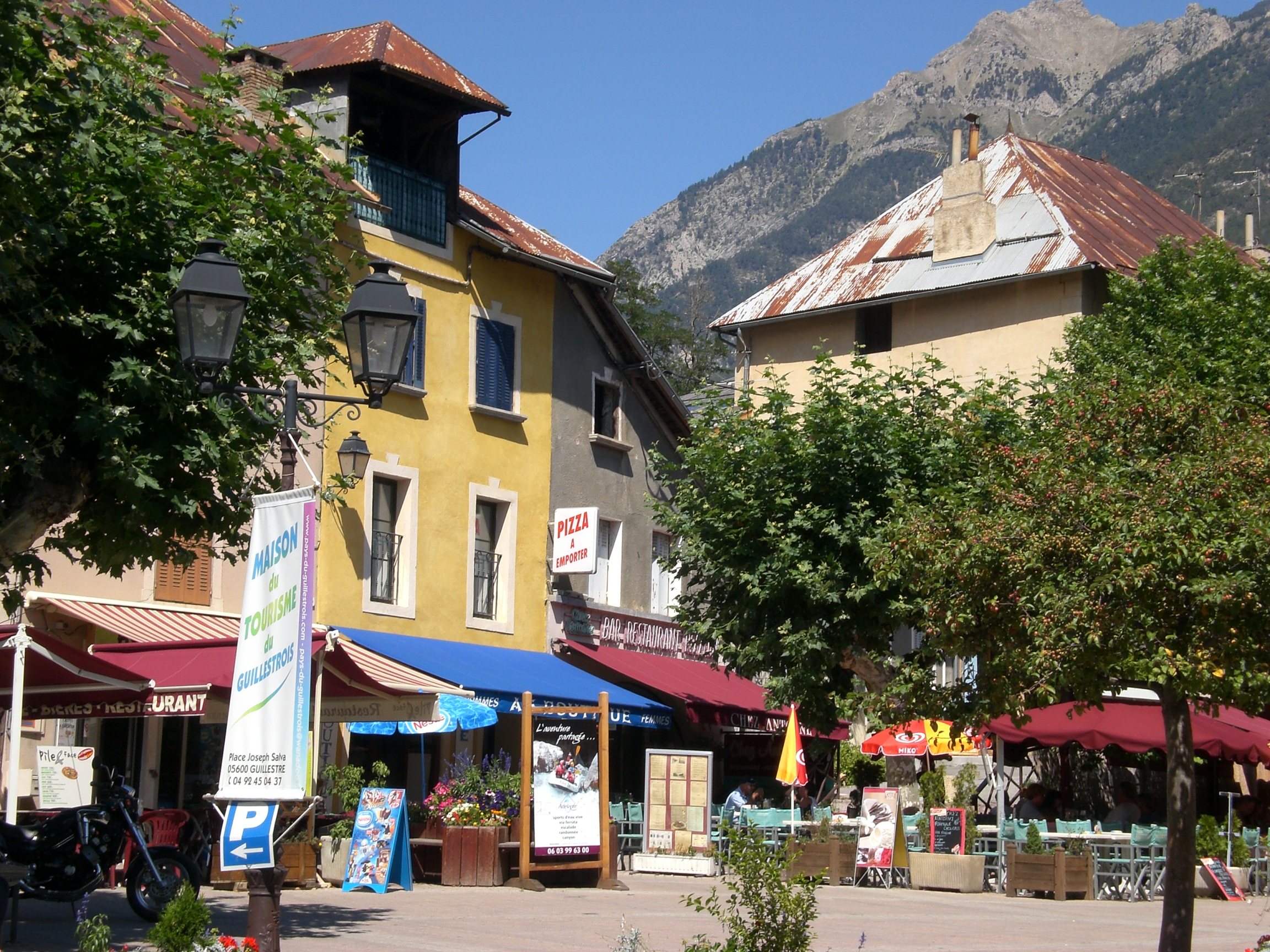
Place Salva
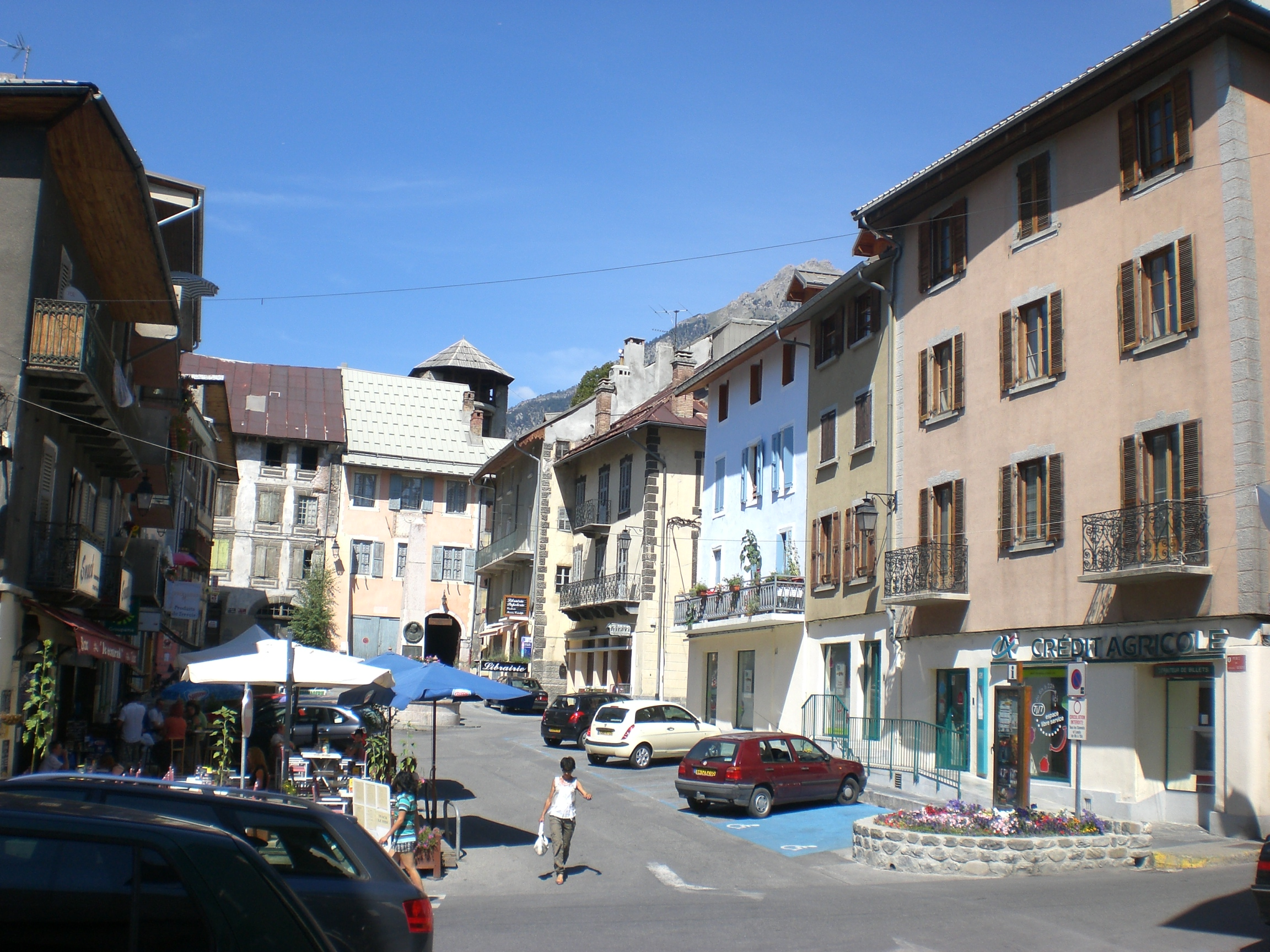
Place Albert
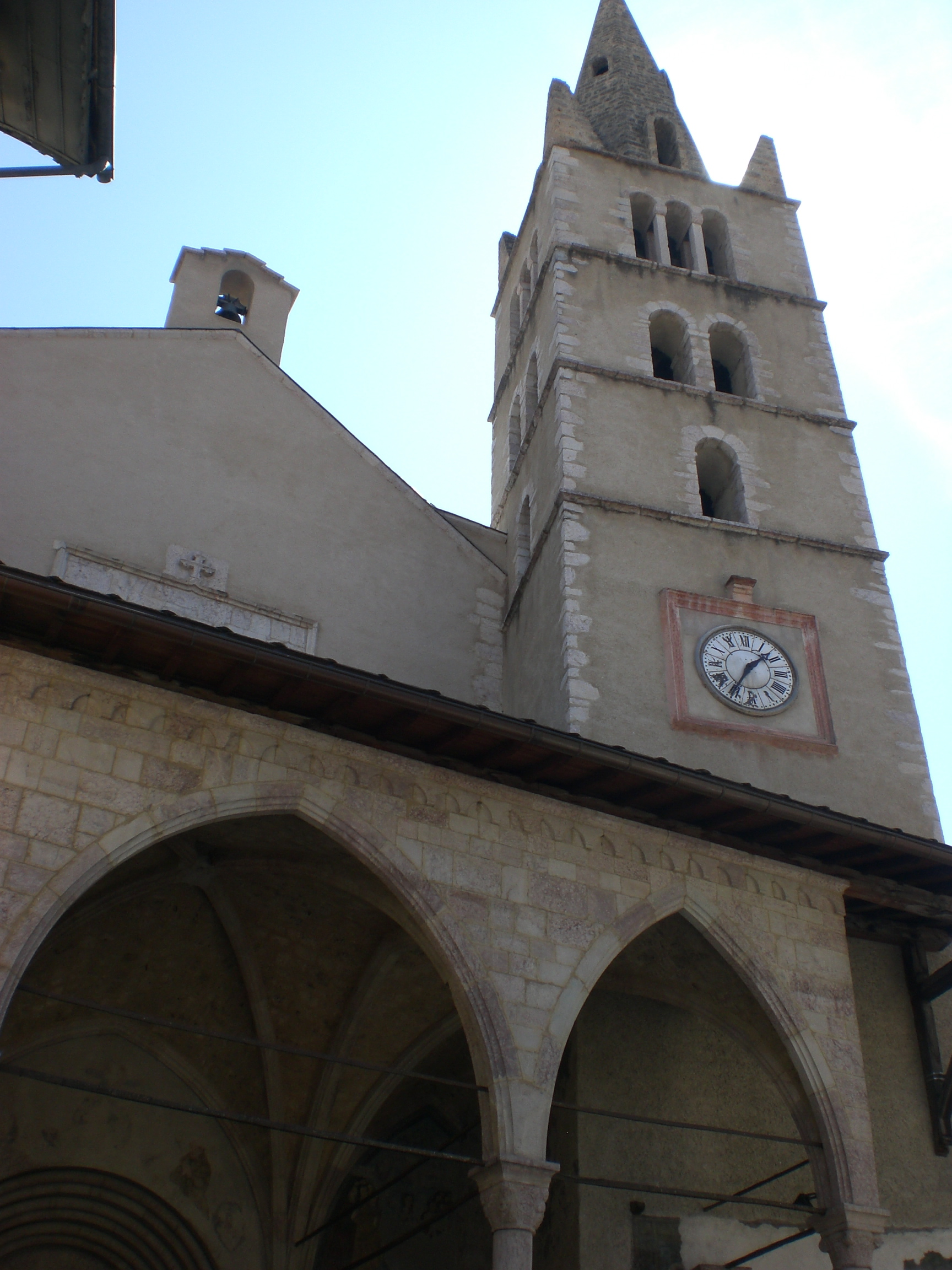
Kyrkan